# Backwoods Barbie Tour
Backwoods Barbie Tour es una gira que realizó la cantante y actriz Dolly Parton en 2008, donde visitó Norteamérica y Europa, con la finalidad de promocionar su álbum Backwoods Barbie. Entre las ciudades que visitó se encuentran Nueva York, Chicago, Los Ángeles, San Diego y Orlando, entre otras.

## Canciones
Estas son las canciones que cantó que cada show que realizó:
1. Two Doors Down
2. Why'd You Come In Here Looking Like That
3. Jolene
4. Thank God I'm a Country Girl
5. I'm Little But I'm Loud
6. Backwoods Barbie
7. White Limozeen
8. Drives Me Crazy
9. Shattered Image
10. Coat of Many Colors
11. Only Dreamin'
12. Gospel medley
13. Baby I'm Burning
14. Better Get To Livin'
15. Shinola
16. The Grass is Blue
17. Great Balls of Fire
18. Puppy Love
19. Little Sparrow
20. Here You Come Again
21. Islands in the Stream
22. 9 to 5
23. I Will Always Love You
24. Jesus and Gravity

## Conciertos en Estados Unidos
- 28 de marzo de 2008: Los Ángeles, CA (The Roxy)
- 22 de abril de 2008: Pittsburgh, PA (Benedum Center)
- 23 de abril de 2008: Hershey, Pensilvania (Hershey Center)
- 25 de abril de 2008: Uncasville, Connecticut (Mohegan Sun Arena)
- 26 de abril de 2008: Binghamton, New York (Broome County Veteran Memorial Arena)
- 28 de abril de 2008: Fairfax, Virginia (Patriot Center)
- 29 de abril de 2008: Atlanta, GA (Fox Theatre)
- 1.º de mayo de 2008: New York, NY (Radio City Music Hall)
- 3 de mayo de 2008: Atlantic City, Nueva Jersey (Borgata)
- 5 de mayo de 2008: Boston, MA (Boston Opera House)
- 7 de mayo de 2008: Minneapolis, MN (Northup Auditorium)
- 8 de mayo de 2008: Chicago, IL (Chicago Theatre)
- 9 de mayo de 2008: Chicago, IL (Chicago Theatre)
- 11 de mayo de 2008: Dallas, TX (Nokia Theatre at Grand Prairie)
- 1.º de agosto de 2008: San Diego, CA (Humphery's Concert by the Bay)
- 3 de agosto de 2008: Los Ángeles, CA (Greek Theatre)
- 4 de agosto de 2008: Sacramento, CA (ARCO Arena)
- 5 de agosto de 2008: Berkeley, California (Greek Theatre)
- 7 de agosto de 2008: Portland, OR (Rose Garden)
- 8 de agosto de 2008: Seattle, WA (WaMu Theatre)
- 10 de agosto de 2008: Denver, CO (Ellie Caulkins Opera House)
- 11 de agosto de 2008: Omaha, Nebraska (Qwest Center)
- 13 de agosto de 2008: Clarkston, Míchigan (DTE Energy Music Theatre)
- 14 de agosto de 2008: St. Louis, MO (Fox Theatre)
- 16 de agosto de 2008: Pigeon Forge, Tennessee (Dollywood)
- 17 de agosto de 2008: Pigeon Forge, TN (Dollywood)
- 18 de octubre de 2008: Orlando, Florida (UCF Arena)
- 20 de octubre de 2008: Clearwater, Florida (Ruth Eckerd Hall)
- 24 de octubre de 2008: Atlanta, GA (Chastain, Park)
- 25 de octubre de 2008: Richmond, Kentucky (EKU Brock Auditorium)
- 26 de octubre de 2008: Louisville, Kentucky (Louisville Palace)
- 7 de noviembre de 2008: Reading, Pensilvania
- 19 de noviembre de 2008: Des Moines, Iowa (Civic Center of Greater Des Moines)

## Conciertos en Europa
- 13 de junio de 2008 Estocolmo, Suecia (Stockholm Stadion)
- 14 de junio de 2008 Malmö, Suecia (Malmö Stadion)
- 15 de junio de 2008 Viborg, Dinamarca Viborg Stadion
- 17 de junio de 2008 Kristiandsand, Noruega (Sør Arena)
- 19 de junio de 2008 Róterdam, Holanda (Ahoy)
- 21 de junio de 2008 Cork, Irlanda (Live at the Marquee)
- 22 de junio de 2008 Kilkenny, Irlanda (Nowlan Park)
- 24 de junio de 2008 Belfast, Irlanda (Odyssey Arena)
- 25 de junio de 2008 Belfast, Irlanda  (Odyssey Arena)
- 27 de junio de 2008 Glasgow, Escocia (SECC)
- 28 de junio de 2008 Mánchester, Inglaterra (MEN Arena)
- 29 de junio de 2008 Glasgow, Escocia (SECC)
- 1 de julio de 2008 Nottingham, Inglaterra (Nottingham Arena)
- 2 de julio de 2008 Birmingham, Inglaterra (National Indoor Arena)
- 4 de julio de 2008 Cardiff, Gales (Cardiff Intl. Arena)
- 5 de julio de 2008 London, Inglaterra (The O2 Arena)
- 6 de julio de 2008 London, Inglaterra (The O2 Arena)